# Gemeiner Birkenpilz
Der Gemeine Birkenpilz, Birkenröhrling oder Birken-Röhrling, Kapuziner oder Geißpilz (Leccinum scabrum, syn. Boletus scaber oder Krombholzia scabra) ist eine Pilzart aus der Familie der Dickröhrlingsverwandten.

## Merkmale

### Makroskopische Merkmale
Der Hut wird 5–15 cm breit, ist anfänglich halbkugelig rund und verflacht später. Die Huthaut ist hell graubraun bis rötlich-graubraun, kann aber auch gelbliche Töne enthalten. Später ist sie oft mehr oder weniger braun, glatt, kahl, trocken und bei hoher Feuchtigkeit ziemlich schmierig. Die Röhren sind in jung weiß, später grau. Im Alter können die Röhren am Hut vorgewölbt sein, um den Stiel sind sie stark eingedellt. Die Röhrenschicht ist sehr leicht vom Hutfleisch abzulösen. Der Stiel wird 5–15 cm lang und 1–3,5 cm dick, ist schlank, weiß und verjüngt sich nach oben. Er ist unregelmäßig dunkel bis schwarz geschuppt, mit groben Schuppen in der unteren Stielhälfte, die nach oben hin zunehmend feiner werden. Das Basismycel ist weiß. Das Fleisch ist weißlich, später mehr grauweiß und bei Bruch unveränderlich. In der Jugend ist das Fleisch relativ fest, wird aber bald schwammig und wasserhaltig, besonders bei Regenwetter. Das Fleisch des Gemeinen Birkenpilzes wird beim Kochen sehr dunkel bis schwarz. Es hat einen angenehmen Pilzgeruch. Das Sporenpulver ist gelblich.

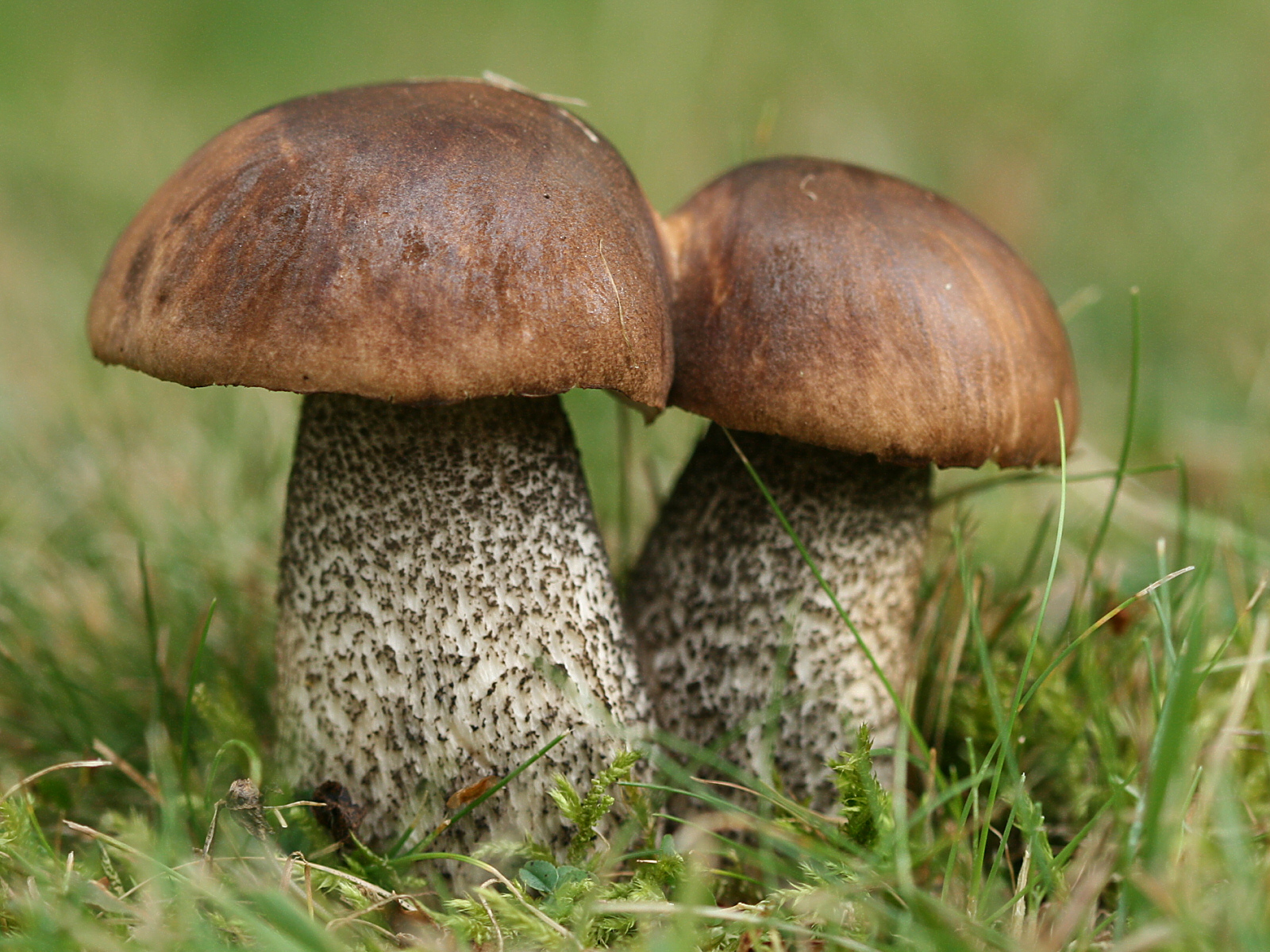
Junge Fruchtkörper
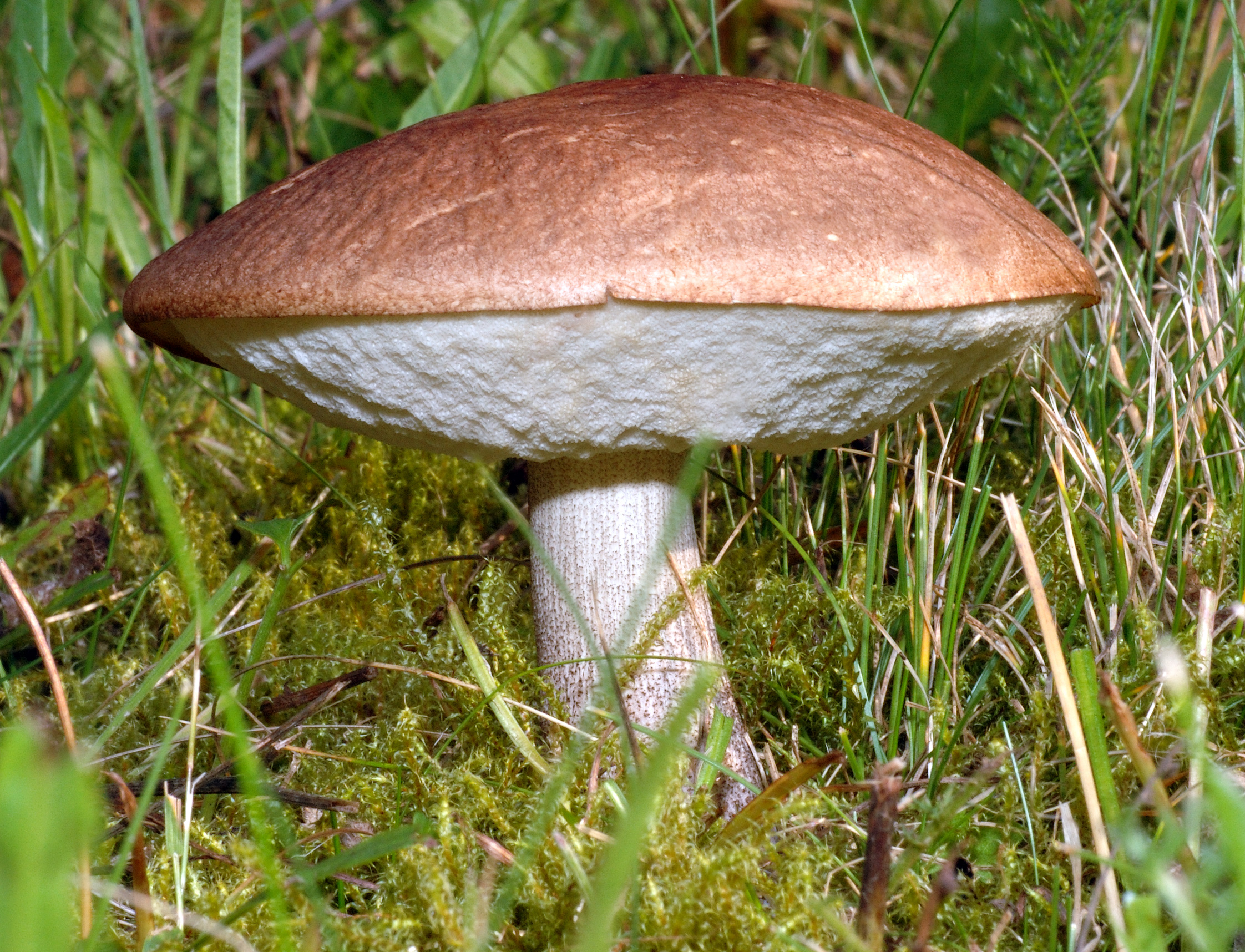
Ausgewachsener Pilz

### Mikroskopische Merkmale
Die spindelförmigen Sporen messen (13,5–)14,5–19(–22) × (4–)5–6,5 Mikrometer (Q = 3–3,3) und weisen einen Hilarfleck auf. Die vier-(manchmal drei-)sporigen Basidien messen 30–40 × 10,5–12,5 µm. Die Hymenialzystiden sind 30-50 × 5,5–7,5 µm groß. Die mit (35–)40–70(–90) × 9–18,5 µm auffallend großen Caulozystiden sind keulig bis flaschenförmig. Die Hutdeckschicht ist eine Cutis, bestehend aus schlanken, hyalinen bis braun pigmentierten oder körnig inkrustierten Hyphenelementen, Schnallen fehlen.

## Artabgrenzung
Der Birkenpilz ist durch seinen dunkel geschuppten Stiel leicht als Raufußröhrling (Gattungen Leccinum und Leccinellum) erkennbar, von denen alle Arten essbar sind.
Raufußröhrlinge der Gattung Leccinellum unterscheiden sich durch verfärbendes Fleisch.
Die Unterscheidung zu anderen Leccinum-Arten kann sich schwieriger gestalten. Einige Arten wie der Vielverfärbende Birkenpilz (L. variicolor) oder der Wollstielige Raufuß (L. cyanobasileucum) unterscheiden sich durch eine blauverfärbende Stielbasis. Der Schwärzliche Birkenpilz (L. melaneum) unterscheidet sich durch eine dunkelgraue, farblich kaum zu den Stielschüppchen kontrastierende Stieloberfläche. Der Zwergbirken-Raufußröhrling (L. rotundifoliae) ist eine zumeist kleinere und hellhütigere Art, die in borealen, arktischen, alpinen und subalpinen Gegenden vorkommt und sich mikroskopisch durch breitere Sporen unterscheidet. Der Schiefer-Raufuß (L. schistophilum) ist zumeist etwas kleiner, hat einen oft (nicht immer) graueren Hut und blaugrünlich verfärbendes Fleisch, wächst zumeist in feuchteren Habitaten und unterscheidet sich mikroskopisch durch breitere Sporen und anders geformte Caulozystiden. Der Moor-Birkenpilz (L. holopus) ist in allen Teilen heller, weißlich gefärbt und verfärbt sich an der Stielbasis bläulich. Je nach Artauffassung werden noch weitere Arten unterschieden.

## Ökologie und Verbreitung
Der Gemeine Birkenpilz ist in Europa weit verbreitet und innerhalb des Birkenareals häufig zu finden. Er ist ein Mykorrhizapartner der Birkenarten und wächst von Juni bis Oktober.

## Bedeutung
Der Gemeine Birkenpilz ist ein beliebter Speisepilz. In Deutschland wird er wie alle Arten der Gattung Leccinum durch die Bundesartenschutzverordnung geschützt und darf nur in kleinen Mengen für den eigenen Bedarf gesammelt werden.